# Żabbar
Żabbar é um povoado da ilha de Malta em Malta.